# Nádson Rodrigues de Souza
Nádson Rodrigues de Souza (nacido el 30 de enero de 1982) es un exfutbolista brasileño que se desempeñaba como delantero.
En 2003, Nádson jugó 2 veces para la selección de fútbol de Brasil.

## Trayectoria

### Clubes
| Club                    | País          | Año         |
| ----------------------- | ------------- | ----------- |
| Vitória                 | Brasil        | 2001 - 2003 |
| Suwon Samsung Bluewings | Corea del Sur | 2003 - 2008 |
| Corinthians Paulista    | Brasil        | 2005 - 2006 |
| Vegalta Sendai          | Japón         | 2008        |
| Vitória                 | Brasil        | 2009        |
| Bahia                   | Brasil        | 2009        |
| Sport Recife            | Brasil        | 2010        |
| Jacuipense              | Brasil        | 2011        |
| América                 | Brasil        | 2011        |
| Al-Shamal               | Catar         | 2012        |
| Jacuipense              | Brasil        | 2012 - 2013 |
| Ypiranga                | Brasil        | 2013        |
| São Mateus              | Brasil        | 2014        |
| Jacuipense              | Brasil        | 2015        |

### Selección nacional
| Selección | País   | Año  |
| --------- | ------ | ---- |
| Absoluta  | Brasil | 2003 |

## Estadística de equipo nacional
| Selección de fútbol de Brasil | Selección de fútbol de Brasil | Selección de fútbol de Brasil |
| Año                           | Part.                         | Goles                         |
| ----------------------------- | ----------------------------- | ----------------------------- |
| 2003                          | 2                             | 0                             |
| Total                         | 2                             | 0                             |